# Удары по Крыму
Удары по военным целям в аннексированном Россией Крыму проводились Вооружёнными силами Украины с начала вторжения России в Украину с целью уничтожения военного потенциала и снижения возможностей ВС РФ использовать полуостров как плацдарм и тыл для операций на юге Украины.
Удары по логистической инфраструктуре препятствуют снабжению российских сил в оккупированных частях Херсонской и Запорожской областей Украины. Украина наносит удары по кораблям и расположению Черноморского флота РФ, уменьшая его возможности.
Удары Украины оказывают также серьезное информационное и моральное воздействие на российское командование и население.
Кампания ударов включала подрыв Крымского моста, ракетный удар по Севастопольскому морскому заводу, ракетный удар по штабу Черноморского флота ВМФ России и имела результатом частичный отвод российского военного флота из Севастополя и прорыв российской блокады украинских портов.
В июле 2022 года был нанесён ракетный удар по платформе «Черноморнефтегаза» в Чёрном море. В августе был атакован штаб Черноморского флота в Севастополе. 16 августа 2022 года взрывы прогремели сразу в двух местах Крыма: в посёлке Гвардейское, где находится военная авиабаза, и в селе Майское, где расположен склад боеприпасов.
В конце октября 2022 года беспилотник атаковал Балаклавскую ТЭС, также дроны атаковали российские корабли в Севастополе. Советник министра внутренних дел Украины Антон Геращенко сообщил о взрыве четырёх кораблей, информацию об одном из них он назвал «неподтверждённой». По версии российских военных, незначительные повреждения получил один корабль. К самым тяжёлым последствиям привёл взрыв на аэродроме Саки в Новофёдоровке, который находился в 200 километрах от украинских позиций. На спутниковых снимках, которые были сделаны после инцидента, видно, что минимум восемь самолётов уничтожены или сильно повреждены.